# Ingrid Jacquemod
Ingrid Jacquemod (née le 23 septembre 1978 à Bourg Saint-Maurice) est une skieuse alpine française qui a passé toute son enfance à Val d'Isère. Elle est licenciée au Défense EMHM Val d'Isère. Elle a été championne de France dans toutes les épreuves à part le slalom. Elle remporte son premier titre en descente en 2000, ainsi qu'en super-G, puis de nouveau deux titres en 2004, le super-G et le slalom géant. Elle obtient exactement le même résultat en 2005, puis 2 titres en 2007 en descente et en géant. Elle attendra 2010 pour redevenir championne de France, cette fois en super-combiné.
À la fin de la saison 2010-2011, elle annonce la fin de sa carrière à 32 ans, après être monté six fois sur un podium de Coupe du monde dont une victoire en descente.

## Palmarès

### Jeux olympiques d'hiver
| Épreuve / Édition | Salt Lake City 2002 | Turin 2006 | Vancouver 2010 |
| Descente          | 23e                 | 16e        | 22e            |
| Super-G           | 22e                 | 32e        | 10e            |
| Slalom géant      | —                   | 21e        | —              |

### Championnats du monde
| Épreuve / Édition | Sankt Anton 2001 | Saint-Moritz 2003 | Bormio 2005 | Åre 2007 | Val d'Isère 2009 | Garmisch-P. 2011 |
| Descente          | 26e              | 29e               | 5e          | 8e       | 20e              | 18e              |
| Super-G           | 21e              | 22e               | 17e         | Ab.      | 19e              | 17e              |
| Slalom géant      | —                | —                 | 11e         | 15e      | —                | -                |
| Combiné           | —                | —                 | —           | 14e      | 15e              | -                |
| Coupe des nations | —                | —                 | Bronze      | 5e       | —                | -                |

### Coupe du monde
- Meilleur classement au général : 9e en 2010.
- 6 podiums dont 1 victoire en carrière.

#### Différents classements en Coupe du monde
| Année/Classement | Année/Classement | Général | Général | Descente | Descente | Super-G | Super-G | Géant  | Géant  | Slalom | Slalom | Combiné | Combiné |
| ---------------- | ---------------- | ------- | ------- | -------- | -------- | ------- | ------- | ------ | ------ | ------ | ------ | ------- | ------- |
| Année/Classement | Année/Classement | Class.  | Points  | Class.   | Points   | Class.  | Points  | Class. | Points | Class. | Points | Class.  | Points  |
| 1997             | 1997             | 103e    | 10      | -        | -        | -       | -       | 44e    | 10     | -      | -      | -       | -       |
| 1998             | 1998             | 73e     | 45      | -        | -        | 43e     | 10      | -      | -      | -      | -      | 15e     | 35      |
| 1999             | 1999             | 69e     | 49      | 41e      | 10       | 40e     | 23      | -      | -      | -      | -      | 15e     | 16      |
| 2000             | 2000             | 32e     | 333     | 18e      | 138      | 18e     | 129     | 34e    | 66     | -      | -      | -       | -       |
| 2001             | 2001             | 45e     | 157     | 28e      | 56       | 21e     | 101     | -      | -      | -      | -      | -       | -       |
| 2002             | 2002             | 69e     | 87      | 27e      | 72       | 34e     | 15      | -      | -      | -      | -      | -       | -       |
| 2003             | 2003             | 31e     | 236     | 7e       | 153      | 19e     | 83      | -      | -      | -      | -      | -       | -       |
| 2004             | 2004             | 35e     | 238     | 19e      | 122      | 19e     | 116     | -      | -      | -      | -      | -       | -       |
| 2005             | 2005             | 13e     | 502     | 6e       | 298      | 15e     | 131     | 24e    | 73     | -      | -      | -       | -       |
| 2006             | 2006             | 25e     | 264     | 29e      | 54       | 21e     | 112     | 21e    | 98     | -      | -      | -       | -       |
| 2007             | 2007             | 10e     | 584     | 5e       | 264      | 16e     | 124     | 17e    | 119    | -      | -      | 9e      | 77      |
| 2008             | 2008             | 11e     | 586     | 8e       | 228      | 24e     | 50      | 9e     | 210    | -      | -      | 7e      | 98      |
| 2009             | 2009             | 31e     | 257     | 28e      | 49       | 18e     | 106     | 23e    | 78     | -      | -      | 23e     | 24      |
| 2010             | 2010             | 9e      | 518     | 4e       | 271      | 6e      | 224     | 35e    | 23     | -      | -      | -       | -       |
| 2011             | 2011             | 33e     | 190     | 14e      | 148      | 28e     | 42      | -      | -      | -      | -      | -       | -       |

#### Détail des victoires
| Édition / Épreuve | Descente       | Super-G | Géant | Combiné | Total |
| 2005              | Santa Caterina | –       | –     | –       | 1     |
| Total             | 1              | -       | -     | -       | 1     |

### Championnats de France
Elle a été 9 fois Championne de France Elite dont : 
- 2 fois Championne de France de Descente en 2000 et 2007
- 3 fois Championne de France de Super G en 2000, 2004 et 2005
- 3 fois Championne de France de Slalom Géant en 2004, 2005 et 2007
- Championne de France de Combiné en 2010